# بارنزبوری
latitudeبارنزبوریlongitudeبارنزبوری
بارنزبوری (به انگلیسی: Barnsbury) یک ناحیه در لندن است که در منطقه ایزلینگتون لندن واقع شده‌است.

## ایستگاه‌های نزدیک
- ایستگاه متروی انجل
- ایستگاه متروی کلدونین رود
- ایستگاه هایبوری و ایزلینگتون
- ایستگاه متروی هالووی رود